# Perasia coactilis
Perasia coactilis är en fjärilsart som beskrevs av Felder 1874. Perasia coactilis ingår i släktet Perasia och familjen nattflyn. Inga underarter finns listade i Catalogue of Life.